# آنیا روبیک
آنیا روبیک (به انگلیسی: Anja Rubik) (زاده ۱۲ ژوئن ۱۹۸۳) مدل لهستانی است.